# Sitio Ejido
Sitio Ejido är en ort i Mexiko.   Den ligger i kommunen Villa Victoria och delstaten Mexiko, i den sydöstra delen av landet, 80 km väster om huvudstaden Mexico City. Sitio Ejido ligger 2 595 meter över havet och antalet invånare är 2 725.
Terrängen runt Sitio Ejido är platt åt sydost, men åt nordväst är den kuperad. Runt Sitio Ejido är det ganska tätbefolkat, med 214 invånare per kvadratkilometer. Närmaste större samhälle är Emiliano Zapata, 18,3 km nordost om Sitio Ejido. Trakten runt Sitio Ejido består till största delen av jordbruksmark.